# 汉口美国海军青年会旧址
汉口美国海军青年会旧址，是一处会所建筑，位于位于今中华人民共和国湖北省武汉市江岸区黎黄陂路10号。该建筑由美国海军青年会（全称美国海军基督教青年会）在汉口俄租界建造，建成后与武汉本地基督教青年会（Y.M.C.A.）共同开展活动。1949年后美国海军青年会撤走，此后至今该建筑由武汉基督教青年会使用。现建筑为湖北省文物保护单位。

## 历史

### 基督教青年会与美国海军青年会
基督教青年会1844年在英国伦敦创建的社团，而美国海军青年会为该会北美协会在美国海军中发展的宗教社团。该会北美协会依靠美国海军，在全世界港口城市建立会所以发展会员，早在20世纪初，美国海军青年会便已经来到中国。

### 建筑历史
1914年，由美国海军青年会出资，决定在汉口俄租界夷玛街（今黎黄陂路）修建协会会所。会所建立后随即成为美国海军青年会的活动场所，会员在此处举办各项社交娱乐、文化体育类活动。另外会所还提供西餐的用餐服务。抗日战争期间武汉三镇沦陷，会所建筑在对美英宣战后亦被日军占用，社团一切活动停止。抗战结束后这里又被用作本地基督教青年会的活动场所。1949年后美国海军青年会撤出，将房产卖给武汉基督教青年会至今。2014年，时任美国驻华大使马克斯·博卡斯曾专程前往建筑参观。

## 建筑概述
该建筑为一座砖木结构5层小楼，地下1层，地上4层。建筑的设计者不详，其工程由康生记营造厂负责。建筑整体呈巴洛克风格，覆斗型屋顶，1楼为台基层，正中设有台阶直通位于2楼的大门。建筑外立面由汉阳铁砂砖砌筑而成，正面呈纵向三段式设计，各段皆为独立曲线设计；在建筑中部3、4层有外廊，2、3、4每层皆设有2组爱奥尼立柱。

## 建筑保护
1993年7月28日，建筑以“美国海军青年会”的名义被武汉市人民政府列为第一批武汉市优秀历史建筑。1998年5月27日，建筑以“汉口美国海军青年会旧址”的名义被武汉市人民政府列为第四批武汉市文物保护单位。2008年3月27日，建筑以“汉口美国海军青年会旧址”的名义被湖北省人民政府公布为第五批湖北省文物保护单位。
建筑作为文物的保护范围：汉口美国海军青年会旧址及周围一定范围。以旧址外墙为界，东南面向外延伸7米，西南面向外延伸14米至黎黄陂路现状道路边线，西北面向外延伸11米，东北面向外延伸10米。
建筑作为文物的建设控制地带：以保护范围为界，东南面向外延伸44米至洞庭街规划道路中线，西南面向外延伸3米至黎黄陂路规划道路中线，西北面向外延伸75米，东北面向外延伸30米。